# Molinaranea vildav
Molinaranea vildav là một loài nhện trong họ Araneidae.
Loài này thuộc chi Molinaranea. Molinaranea vildav được Herbert Walter Levi miêu tả năm 2001.